# Westkappels volkslied
Het Westkappels volkslied is geschreven omstreeks 1930 door destijds hoofdonderwijzer in Westkapelle, Piet de Vos. De tekst werd geschreven op een melodie die zou zijn gecomponeerd door een collega van de Vos, Houtekamer. Wellicht heeft een bestaande melodie als voorbeeld gediend.
Het lied zou pas later gaan gelden als het volkslied van Westkapelle. De tekst getuigt van de liefde en gehechtheid aan het dorp dat iedere inwoner kenmerkt, jong en oud. Het wordt nog vaak gezongen bij plaatselijke culturele evenementen, zoals de jaarlijkse kermis.

## Tekst
| Zeeuws (Wasschappels) | Nederlands |
| --- | --- |
| Op Wasschappel bin 'k gebore I An drie kanten in'eslôte, tussen't waeter van de zêê lei m'n aauwe durp Wasschappel en zô vin je d'r gin twêê Nêrgenst zou'k zô kunne tiere en 't'is dirrom nog â glad Dâ'k 't nooit zou wille ruile vô een ander durp of stad. Refrein: Op Wasschappel bin'k gebore, op Wasschappel oore'k tuus Dih ken 'k ied'rêên bie naeme, van d'n oudsten toet de guus En dih wil 'k bluuve weune, en dih zoeke'k m'n bedrief Â'k per ong'luk moch veruuze, kree'k de landziekt' op m'n lief. (bis) II 'k Moe langs't strange kunne dwaele, kunne kuiere op d'n diek Bie een zachtjes ruusend zêêtje, as een spiegeltje zô gliek Meh 'k geniete 'r net zô vee van as 'n bries de golven krult Ah de baeren dreunend neerslae en de sturmwind loeit en brult. Refrein III Nêê 'k'zou nie kunne wenne, ergenst rond en omm' in't land of in straeten en op pleinen mee ôôg'uuzen an de kant Ik moe varre kunne kieke, op d'n dune da's m'n lust Dih kiek j'over 't êle eiland en toet an de Belse kust. Refrein | In Westkapelle ben ik geboren I Aan drie kanten ingesloten, tussen het water van de zee ligt mijn oude dorp Westkappel en zo vind je er geen twee Nergens zou ik zo kunnen tieren en het ligt daarom voor de hand Dat ik het nooit zou willen ruilen voor een ander dorp of stad. Refrein In Westkapelle ben ik geboren, in Westkapelle hoor ik thuis Daar ken ik iedereen bij naam, van de oudste tot de kinderen En daar wil ik blijven wonen, en daar zoek ik mijn bestaan Als ik per ongeluk zou moeten verhuizen, werd ik bevangen door heimwee. (bis) II Ik moet langs het strand kunnen dwalen, kunnen kuieren op de dijk Bij een zachtjes ruisend zeetje, als een spiegeltje zo glad Maar ik geniet er net zo veel van als een bries de golven krult Als de baren dreunend neerslaan en de stormwind loeit en brult. Refrein III Nee ik zou niet kunnen wennen, ergens hier en daar in het land of in straten en op pleinen met hoge huizen aan de kant Ik moet ver kunnen kijken, op het duin dat is mijn lust Daar kijk je over het hele eiland en tot aan de Belgische kust. Refrein |